# Wall Street Kid
Wall Street Kid utvecklades och utgavs av SOFEL till NES, och släpptes ursprungligen i Japan som The Money Game II: Kabutochou no Kiseki (ザ・マネーゲームII「兜町の奇跡」? "The Money Game 2: The Miracle of Kabutochou").

## Handling
Spelaren antar rollen som en person, vars avlägsna farbror avlidit. Som arvinge gäller det dock att imponera på familjen Benedict innan de ger huvudpersonen pengarna.
Spelaren skall med framgång investera 500 000 miljoner amerikanska dollar, för att slutligen komma åt ett arv på 600 miljarder. Den mesta tiden tillbringas vid ett skrivbord på ett kontor på Manhattan, där man sitter vid sin Macintoshdator och köper och säljer aktier, läser morgontidningen samt talar i telefonen. Det gäller också att satsa på fru och hus.

### Fotnoter
1. 1 2 3 4 5 6  ”Release information”. GameFAQs. http://www.gamefaqs.com/console/nes/data/563475.html. Läst 28 juni 2014.
2. ↑  ”Wall Street Kid”. NES DB. 1 mars 1989. Arkiverad från originalet den 4 mars 2016. https://web.archive.org/web/20160304200033/http://www.nesdb.se/game_more.php?id=1554&rid=4. Läst 28 juni 2014.
3. ↑  ”Japansk titel”. Superfamicom.org. 1 mars 1989. Arkiverad från originalet den 29 oktober 2013. https://web.archive.org/web/20131029193256/http://superfamicom.org/famicom/info/the-money-game-2-kabutochou-no-kiseki. Läst 28 juni 2014.
4. ↑  Thomas Gustafsson, Dylan M. Johansson, Jan M. Komsa (6 juli 2011). ”NES Topp-20 Topp-100 Del 1: Plats 91-100”. Populärkulturell orientering. Arkiverad från originalet den 5 mars 2016. https://web.archive.org/web/20160305034200/http://popkorn.nu/speltopplistor/topp-100_nes001.html. Läst 28 juni 2014.